# Sandor Funtek
Sandor Funtek (* 25. April 1990 in Paris) ist ein französischer Filmschauspieler.

## Leben
Funtek wuchs als Kind eines ungarischen Vaters und einer französischen Mutter in Paris und Südfrankreich auf; beide Eltern waren Schauspieler. Während seiner Jugend war er laut eigener Aussage schwierig: „Ich war rebellisch, ich ärgerte mich über die ganze Welt, ich langweilte mich in meinem Leben, ich war völlig deprimiert.“
Filmregisseur Josée Dayan entdeckte Funtek im Alter von 19 Jahren und besetzte ihn im 2009 erschienenen Fernsehfilm Mourir d’aimer, einem Remake von André Cayattes Aus Liebe sterben aus dem Jahr 1971. Es war das erste Casting überhaupt, an dem Funtek teilgenommen hatte. In Abdellatif Kechiches Blau ist eine warme Farbe war Funtek anschließend in einer Nebenrolle zu sehen. Weitere Kurz- und Langfilme folgten. In Nico, 1988 spielte er die Rolle von Ari Päffgen, des Sohns der Warhol-Muse Nico. Funtek überzeugte die Regisseure Hamé Bourokba und Ekoué Labitey in einer Nebenrolle ihres Films Les derniers Parisiens (2016), sodass er in ihrem nächsten Spielfilm L’Enkas die Hauptrolle des jungen Straftäters Ulysse Fravielle erhielt. L’Enkas lief 2018 im Rahmen der Internationalen Filmfestspiele von Venedig und war für den Premio Orizzonti als bester Film nominiert. Nach Nebenrollen in Kinofilmen wie Fabienne Godets Nos vies formidables (2018) und Frédéric Carpentiers Jeunesse sauvage (2019) war Funtek in Suprêmes erneut in einer Hauptrolle zu sehen: In der 2021 erschienenen Filmbiografie um die Musikgruppe Suprême NTM übernahm Funtek an der Seite von Théo Christine (als Joey Starr) die Rolle des Bruno Lopes alias Kool Shen. Für seine Darstellung wurde Funtek 2022 für einen César als Bester Nachwuchsdarsteller nominiert.

## Filmografie (Auswahl)
- 2009: Mourir d’aimer (TV)
- 2013: Blau ist eine warme Farbe (La vie d’Adèle)
- 2015: Dämonen und Wunder (Sheepan)
- 2016: Noces
- 2016: Zin’naariyâ!
- 2016: Les derniers Parisiens
- 2017: Nico, 1988
- 2018: Die Ausgehungerten (Les affamés)
- 2018: L’Enkas
- 2018: Nos vies formidables
- 2019: Jeunesse sauvage
- 2019: Adoration
- 2020: L’étreinte
- 2020: Kandisha
- 2021: Suprêmes
- 2021: Die Geschichte meiner Frau (A feleségem története)
- 2022: Rue des dames
- 2022: Notre-Dame (Miniserie, 6 Folgen)
- 2023: Nouveau monde
- 2024: Furies (Fernsehserie, 8 Folgen)
- 2024: Brûle le sang

## Auszeichnungen
- 2022: César-Nominierung, Bester Nachwuchsdarsteller, für Suprêmes